# Матросово (остановочный пункт)
Матро́сово — остановочный пункт Октябрьской железной дороги на 154,3 км перегона ст. Матросово — Блокпост 160 км линии Зеленогорск — Приморск — Выборг.

## Общие сведения
Остановочный пункт территориально расположен в одноимённом поселке при станции Советского городского поселения Выборгского района Ленинградской области. Изначально, до начала реконструкции участка Выборг — Ермилово, платформа Матросово находилась на ординате 153,8 км на месте бывшей финской станции Sommee. В настоящее время (2019 год) пассажирская платформа перенесена к железнодорожному переезду, на 500 м севернее предыдущего местоположения. На новой платформе установлен навес от дождя. Также к централизованному освещению подключены установленные на опоры современные светильники с лампами ДНаТ. Таблички с названием остановочного пункта пока не установлены. Пассажирское здание и билетная касса на остановочном пункте отсутствует. Проездные билеты приобретаются у кондуктора.

## История
Станция Sommee была открыта 16 января 1925 года в составе второй очереди линии Зеленогорск — Приморск — Выборг. До капитального ремонта сохранялась старая финская гранитная пассажирская платформа. После уровень головки рельса поднялся настолько, что о существовании платформы можно было лишь догадываться. В настоящее время (2019 год) следов от финской станции не осталось.

### Станция Матросово
Станция Матросово построена на ординате 153,8 км на месте бывшей финской станции Sommee. Полезная длина путей станции — около 1100 м, количество путей — 4. Однако реконструкция не завершена: строящийся второй путь от блокпоста 160 км до ст. Матросово имеет разрыв (см. галерею) по переезду с дорогой 41К-082 Зеленогорск — Приморск — Выборг60°36′33″ с. ш. 28°44′40″ в. д.. За новой платформой Матросово организован временный путевой съезд для перехода со второго (недостроенного) пути на первый.

## Пассажирское сообщение
По состоянию на 2019 год через платформу, с остановкой по требованию, проходят пригородные поезда:
- 1 утренняя пара по маршруту Выборг — Зеленогорск — Выборг
- 1 вечерняя пара по маршруту Выборг — Санкт-Петербург — Выборг (с 13 октября 2014 года — со встречным разъездом по станции Приветненское).

Пригородное движение осуществляется дизель-поездами РА2.

## Галерея

Станция Матросово
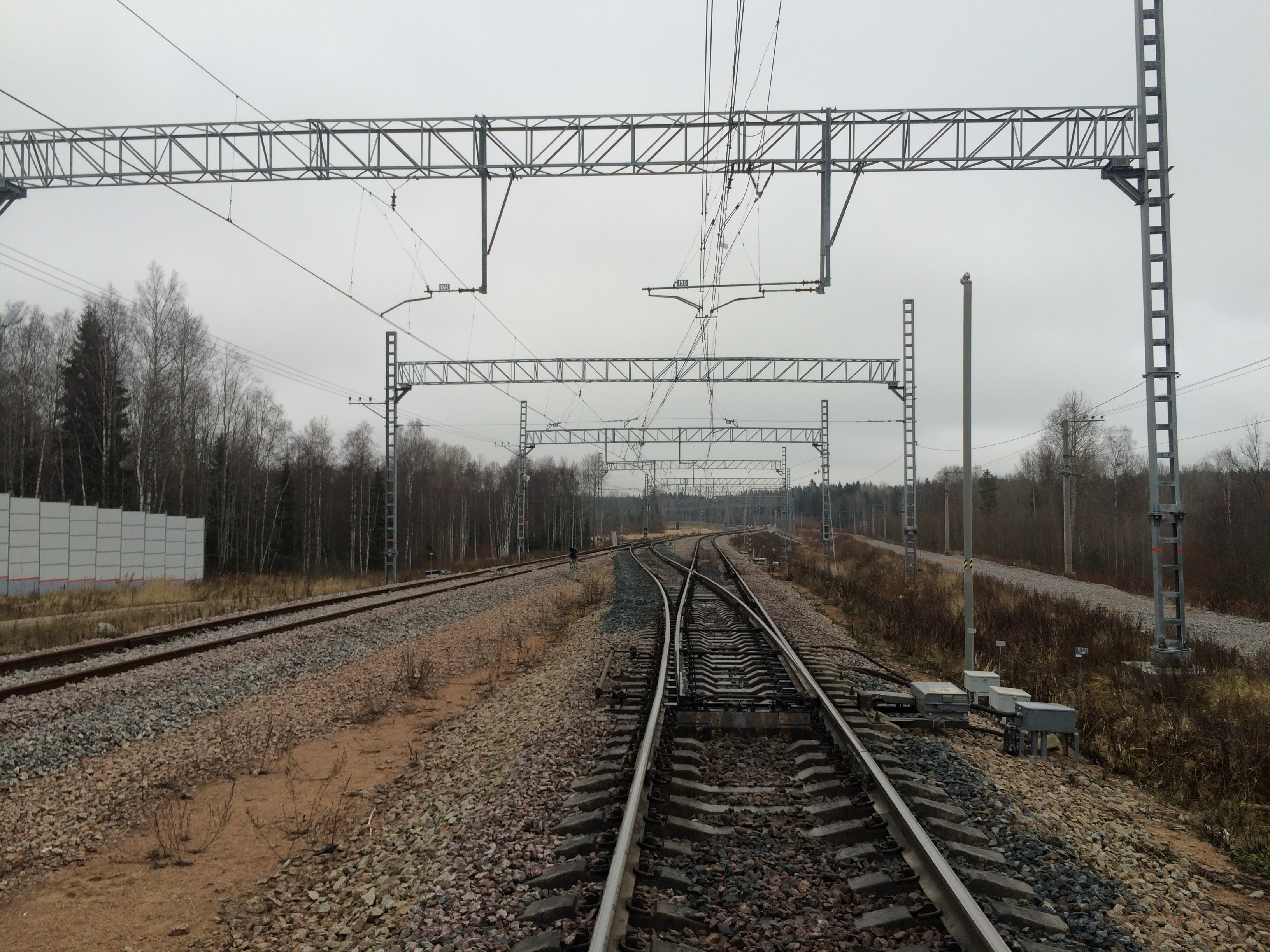
Путевой съезд возле пл. Матросово. Вид в сторону Выборга.
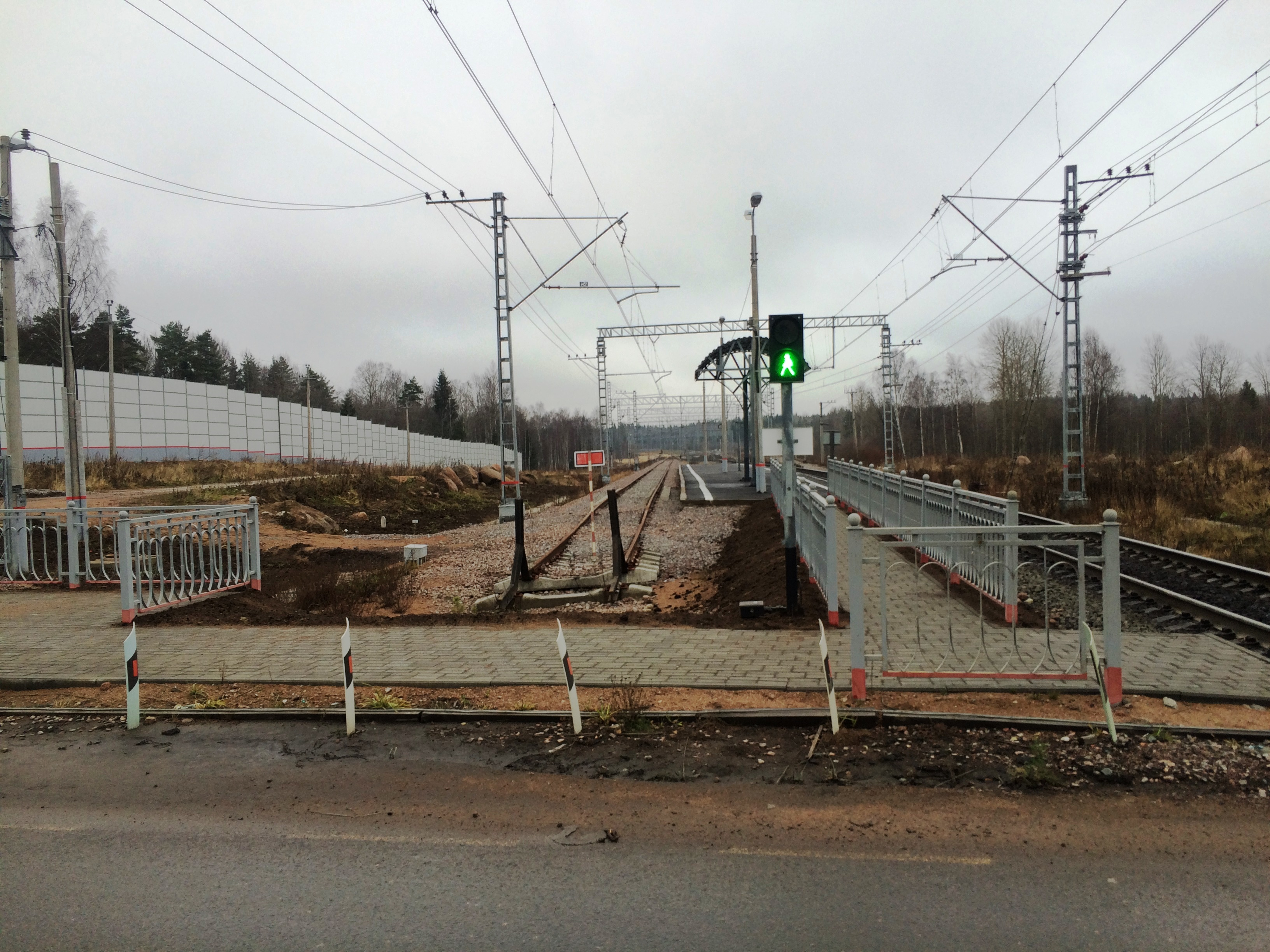
Недостроенный второй путь. Вид в сторону ст. Матросово.
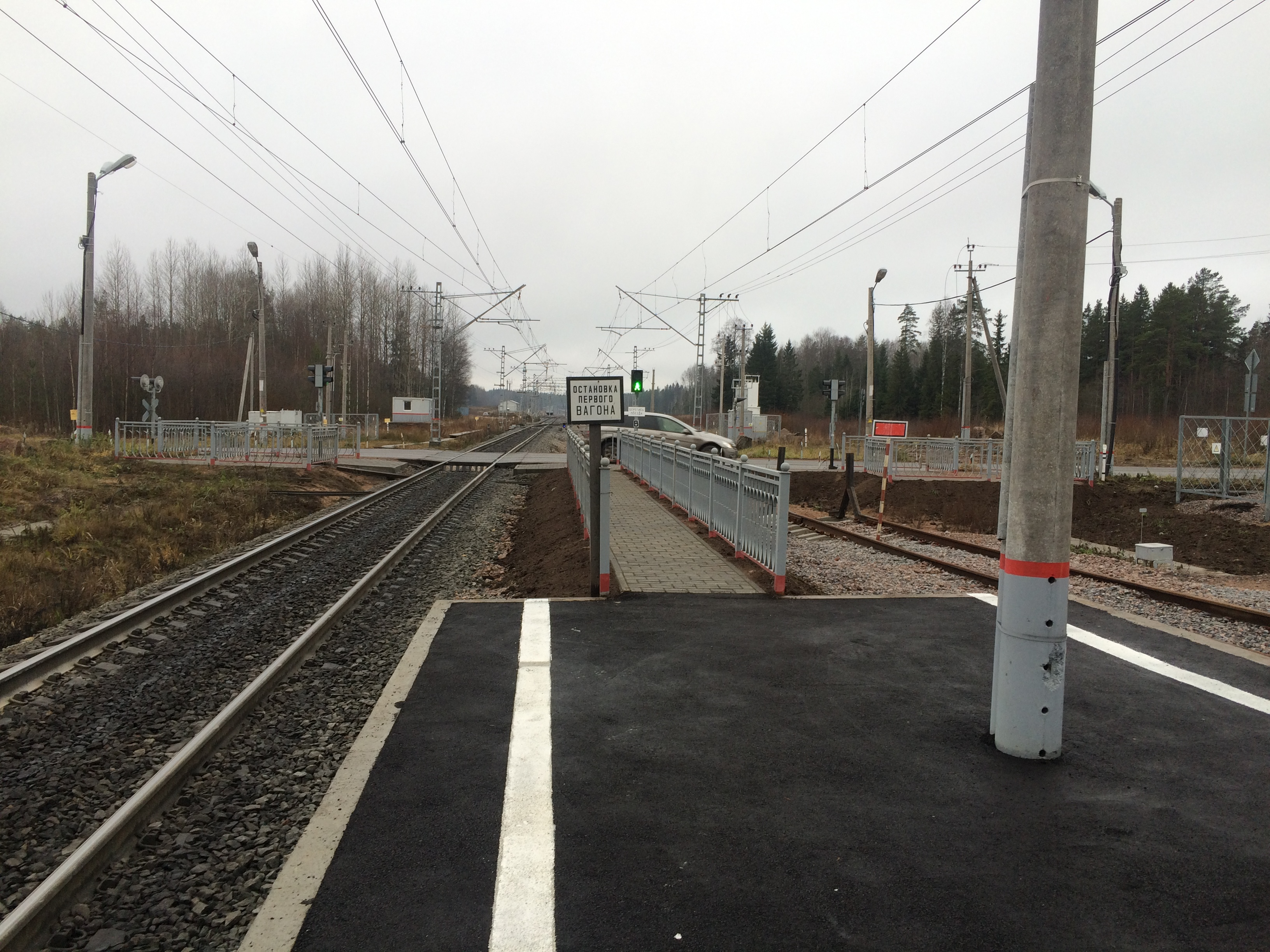
Вид с платформы в сторону ст. Матросово.
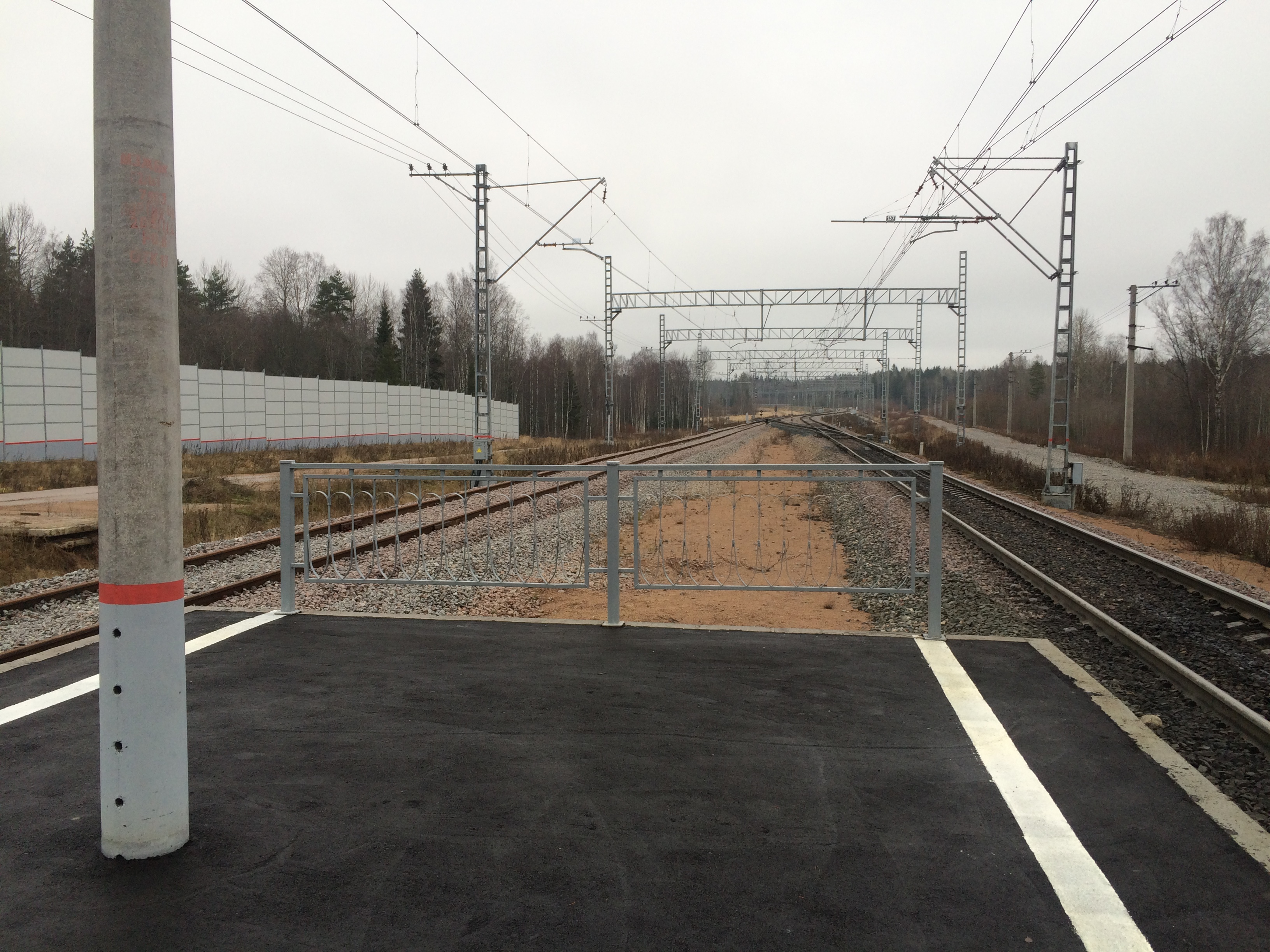
Вид с платформы в сторону блокпоста 160 км.
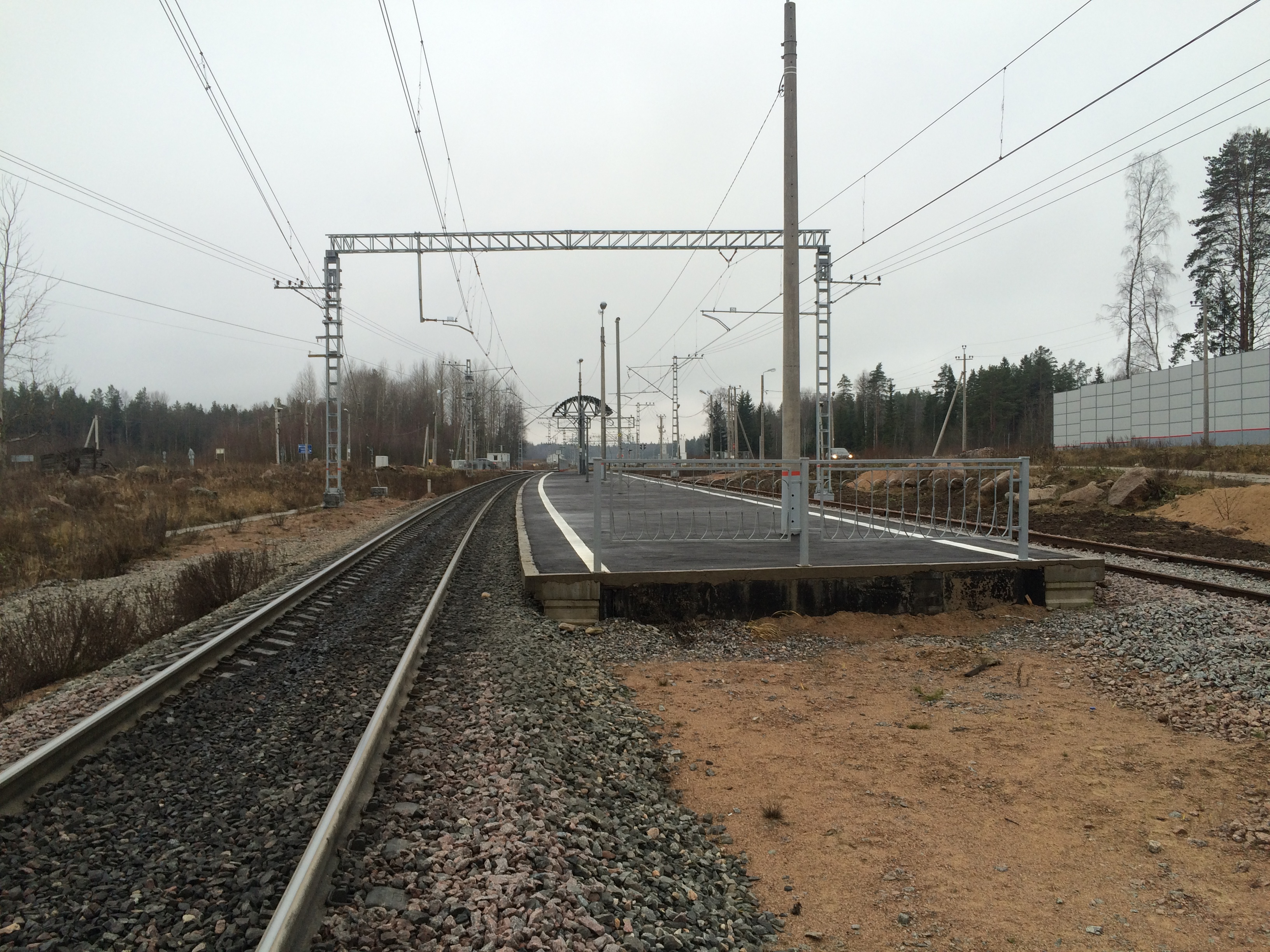
Вид со стороны блокпоста 160 км.
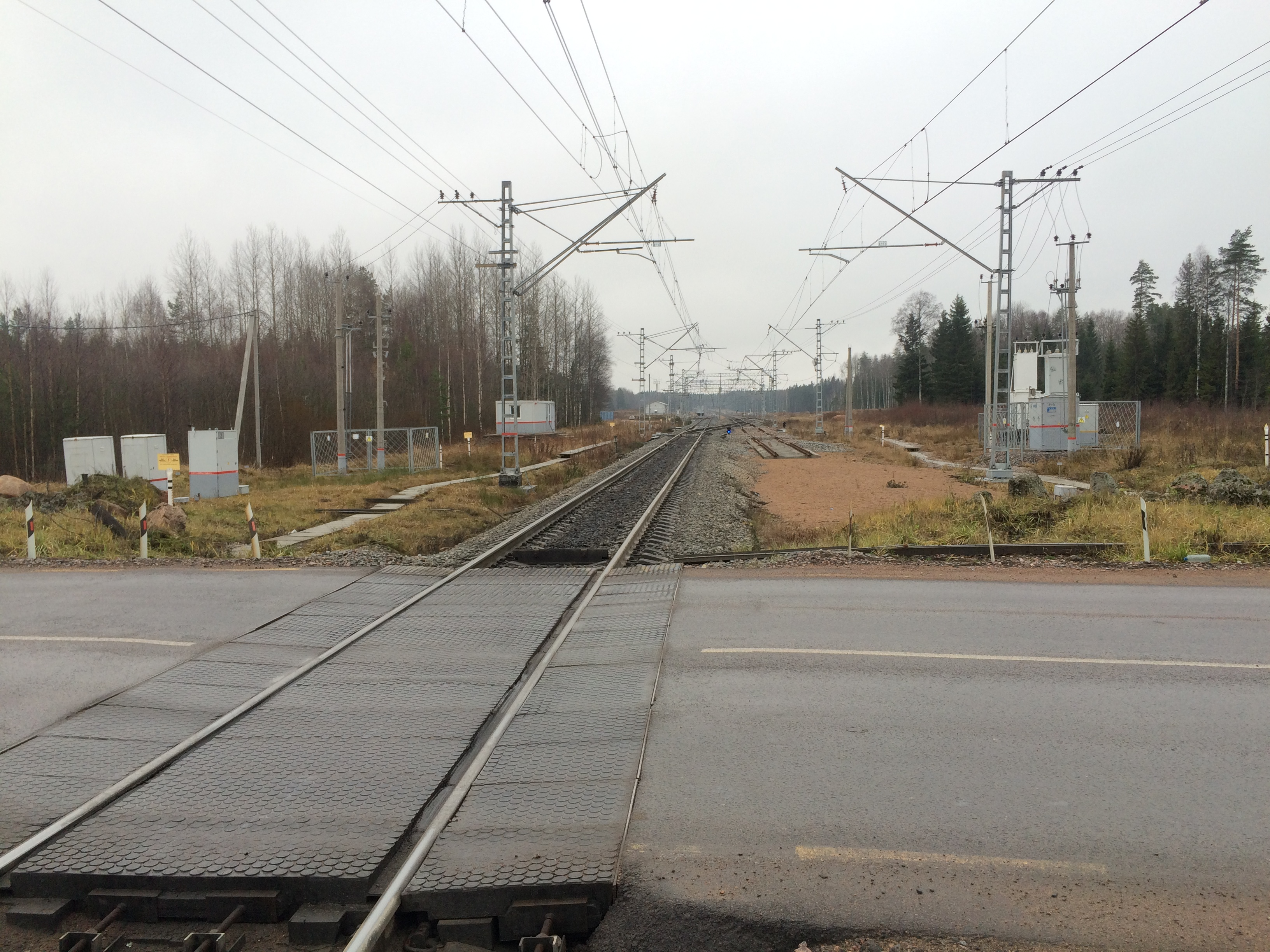
Недостроенный второй путь. Вид в сторону ст. Выборг.
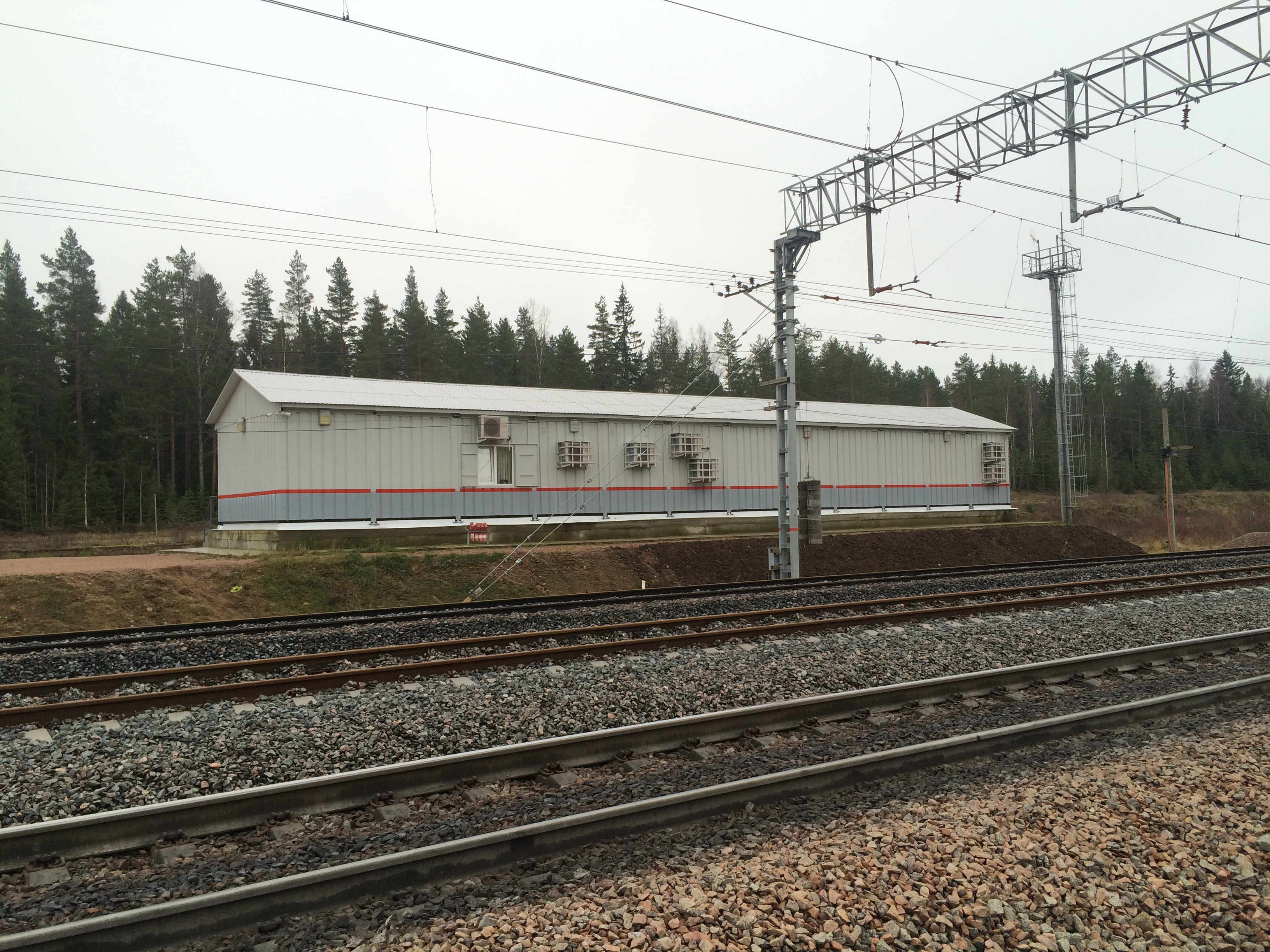
Модуль ЭЦ.
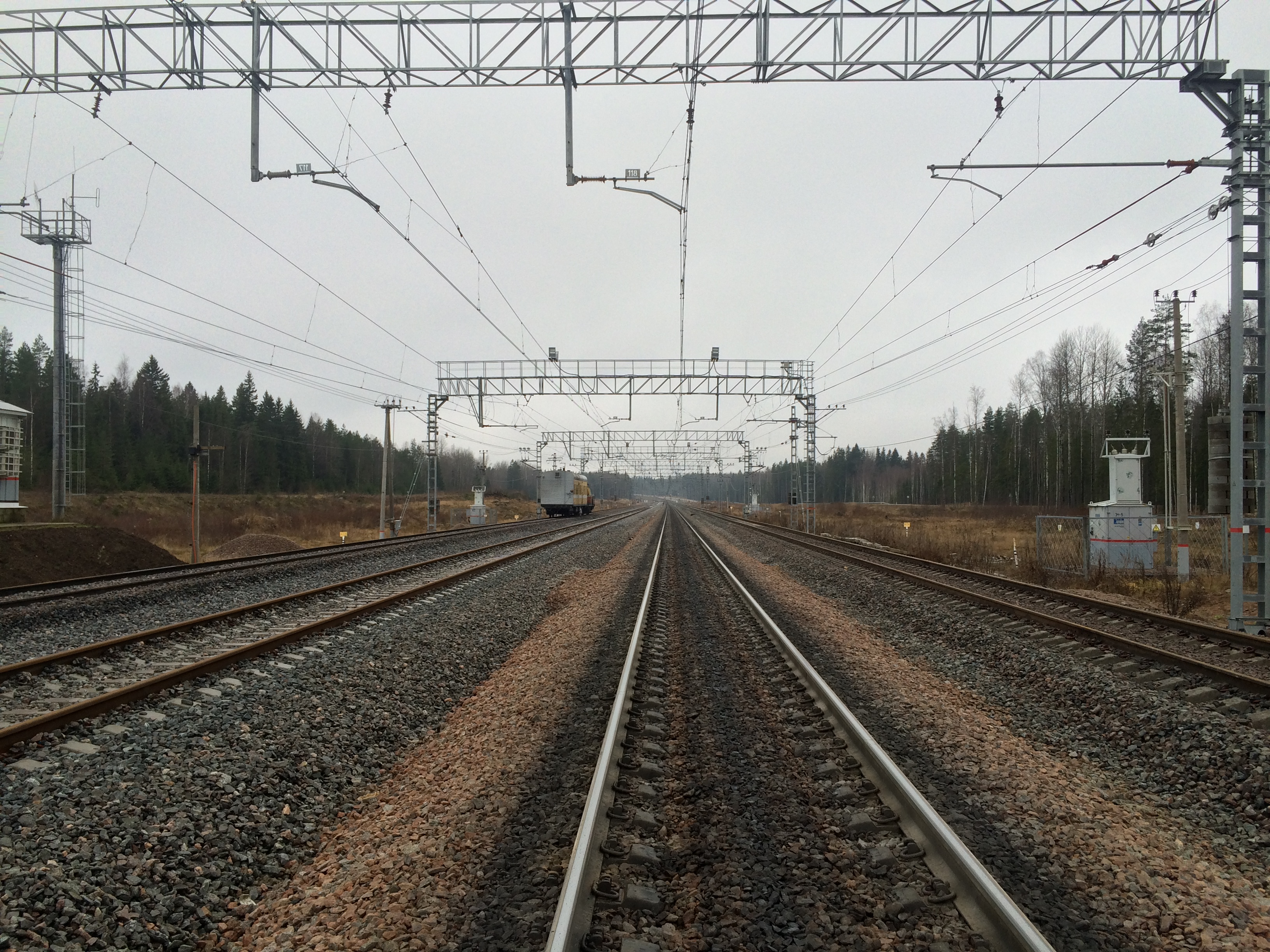
Вид в сторону ст. Высоцк и ст. Советский.
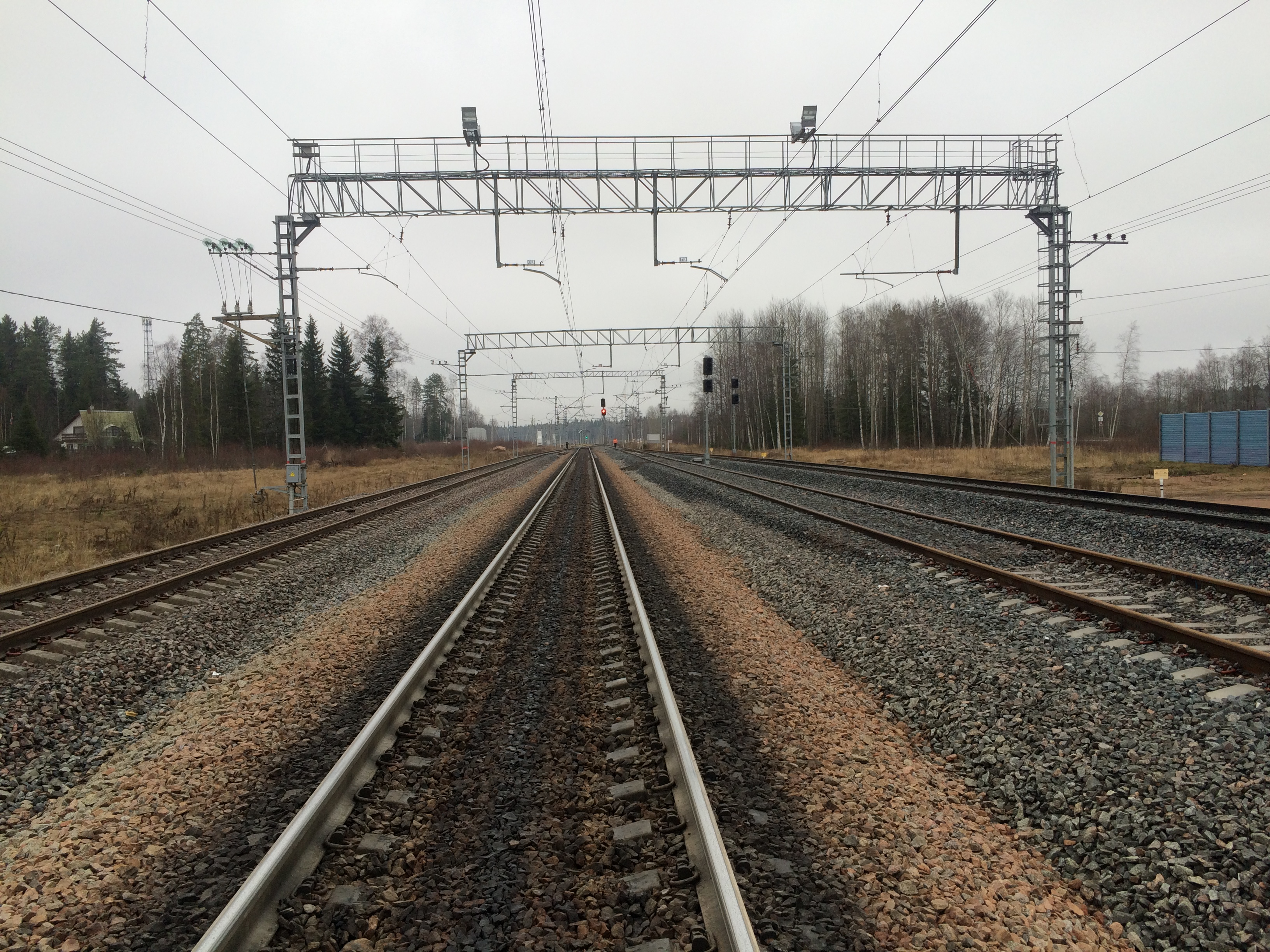
Вид в сторону блокпоста 160 км.